# (5598) Carlmurray
(5598) Carlmurray es un asteroide perteneciente al cinturón de asteroides descubierto el 8 de agosto de 1991 por Henry E. Holt desde el Observatorio del Monte Palomar, Estados Unidos.

## Designación y nombre
Designado provisionalmente como 1991 PN18. Fue nombrado Carlmurray en honor a Carl Desmond Murray, de Queen Mary y Westfield College, Londres, en reconocimiento a su inmensa contribución a nuestra comprensión de la dinámica de los cuerpos menores del sistema solar. En particular, ha investigado los efectos de varias resonancias en varios subsistemas dentro del sistema solar; por ejemplo, las brechas de Kirkwood y las interrelaciones entre las estructuras de anillo y los pequeños satélites alrededor de los planetas gigantes.

## Características orbitales
Carlmurray está situado a una distancia media del Sol de 2,190 ua, pudiendo alejarse hasta 2,437 ua y acercarse hasta 1,942 ua. Su excentricidad es 0,113 y la inclinación orbital 5,043 grados. Emplea 1183,90 días en completar una órbita alrededor del Sol.

## Características físicas
La magnitud absoluta de Carlmurray es 13. Tiene 6,864 km de diámetro y su albedo se estima en 0,284. 